# Рифат
Рифа́т, Репат (др.-евр. רִיפַת‬) — согласно Библии, второй сын Гомера, внук Иафета; брат Аскеназа и Фогармы (Быт. 10:3; 1 Пар. 1:6).
Армянские историки Ованес Драсханакертци и Мовсес Каланкатуаци относят к потомкам Рифата савроматов.
Согласно Иосифу Флавию, от Рифата произошли рифатейцы (пафлагонийцы). Эту же точку зрения излагал и Татищев.
Август Вильгельм Кнобель выводил от Рифата кельтские народы. Также он считал, что имя Рифат идентифицируется как Рифейские горы, которые в свою очередь этимологически и географически идентифицируются с Карпатскими горами на северо-востоке Дакии. По другому мнению, Рифейские горы идентифицируются как западный отрог Уральских гор. 
В Книге Праведного потомками Репата (Рифата) называются бартоны (вероятно бритты).